# هارون جارفيس (لاعب كرة قدم)
هارون جارفيس (بالإنجليزية: Aaron Jarvis)‏ هو لاعب كرة قدم بريطاني في مركز الهجوم، ولد في 24 يناير 1998 في باسينجستوك في المملكة المتحدة. لعب مع نادي لوتون تاون.

## وصلات خارجية
- هارون جارفيس (لاعب كرة قدم) على موقع قاعدة بيانات كرة القدم.إي يو (الإنجليزية)
- هارون جارفيس (لاعب كرة قدم) على موقع Soccerbase.com (لاعب) (الإنجليزية)
- هارون جارفيس (لاعب كرة قدم) على موقع Soccerway.com (الإنجليزية)